# Four Courts

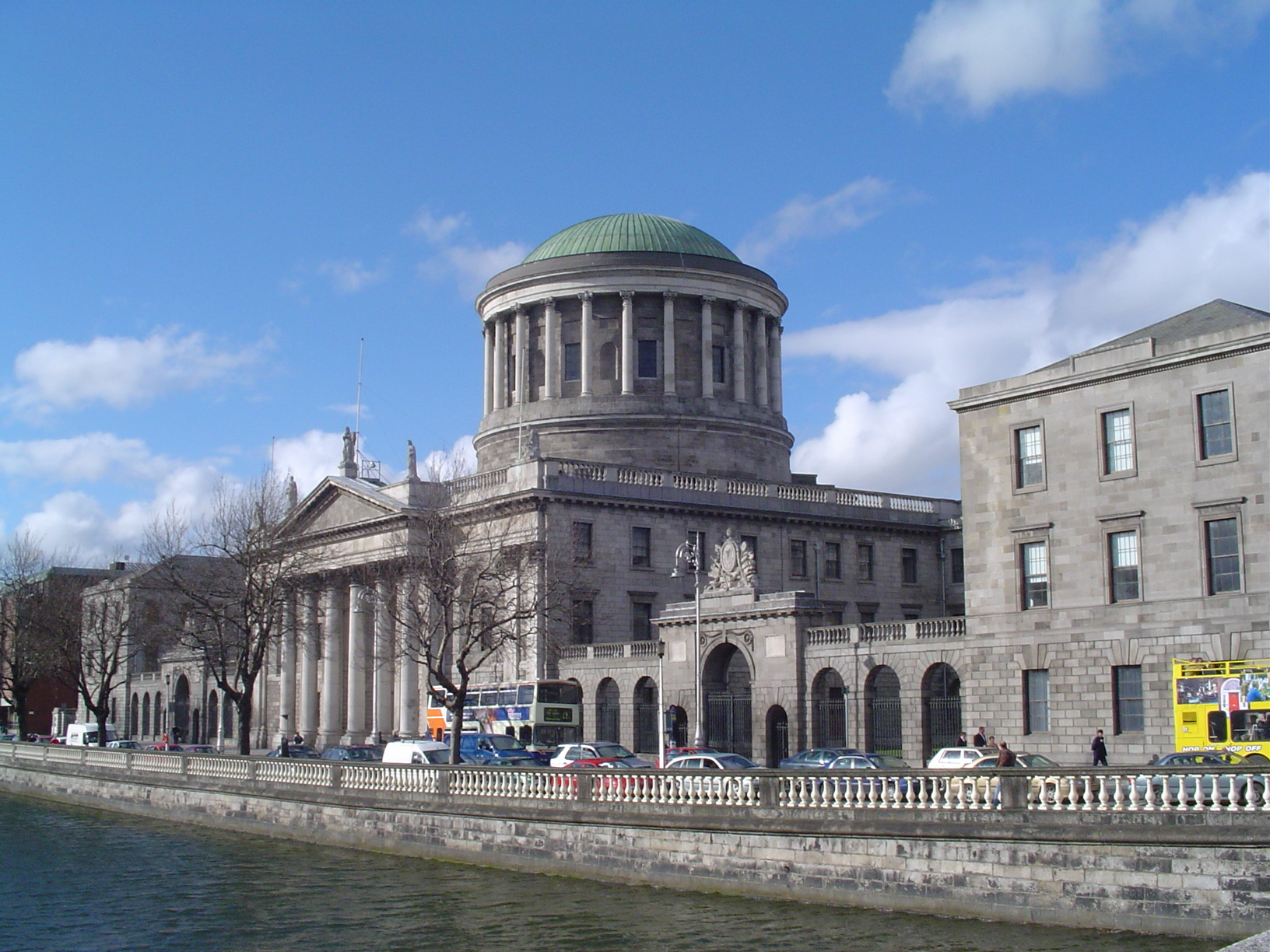
Fachada sur del edificio a lo largo de la ribera del río Liffey.

El edificio de Four Courts en (irlandés, Na Ceithre Cúirteanna) está situado en Dublín y es sede del tribunal supremo de Irlanda, el alto tribunal de Irlanda y el tribunal central criminal de Irlanda.

## Construcción
El edificio fue construido por James Gandon entre 1796 y 1802, arquitecto de la Custom House.
El edificio fue destruido durante la guerra civil irlandesa al ser bombardeado por el gobierno contra los rebeldes. Este hecho propició la casi destrucción del edificio así como la desaparición de todos los documentos importantes que se guardaban en la oficina del registro civil. Este edificio adyacente contenía documentos de registro, documentación legal e histórica desde el siglo XII.
Tras esta destrucción en 1932 se inició la reconstrucción siguiendo los planos y el diseño original. Así de esta forma en la zona central existe un pórtico con seis columnas corintias teniendo en el centro del edificio una linterna con cúpula de cobre.